# Pitcairnia alexanderi
Pitcairnia alexanderi är en gräsväxtart som först beskrevs av Hans Edmund Luther, och fick sitt nu gällande namn av D.C.Taylor och Harold Ernest Robinson. Pitcairnia alexanderi ingår i släktet Pitcairnia och familjen Bromeliaceae. IUCN kategoriserar arten globalt som starkt hotad. Inga underarter finns listade i Catalogue of Life.